# Seară

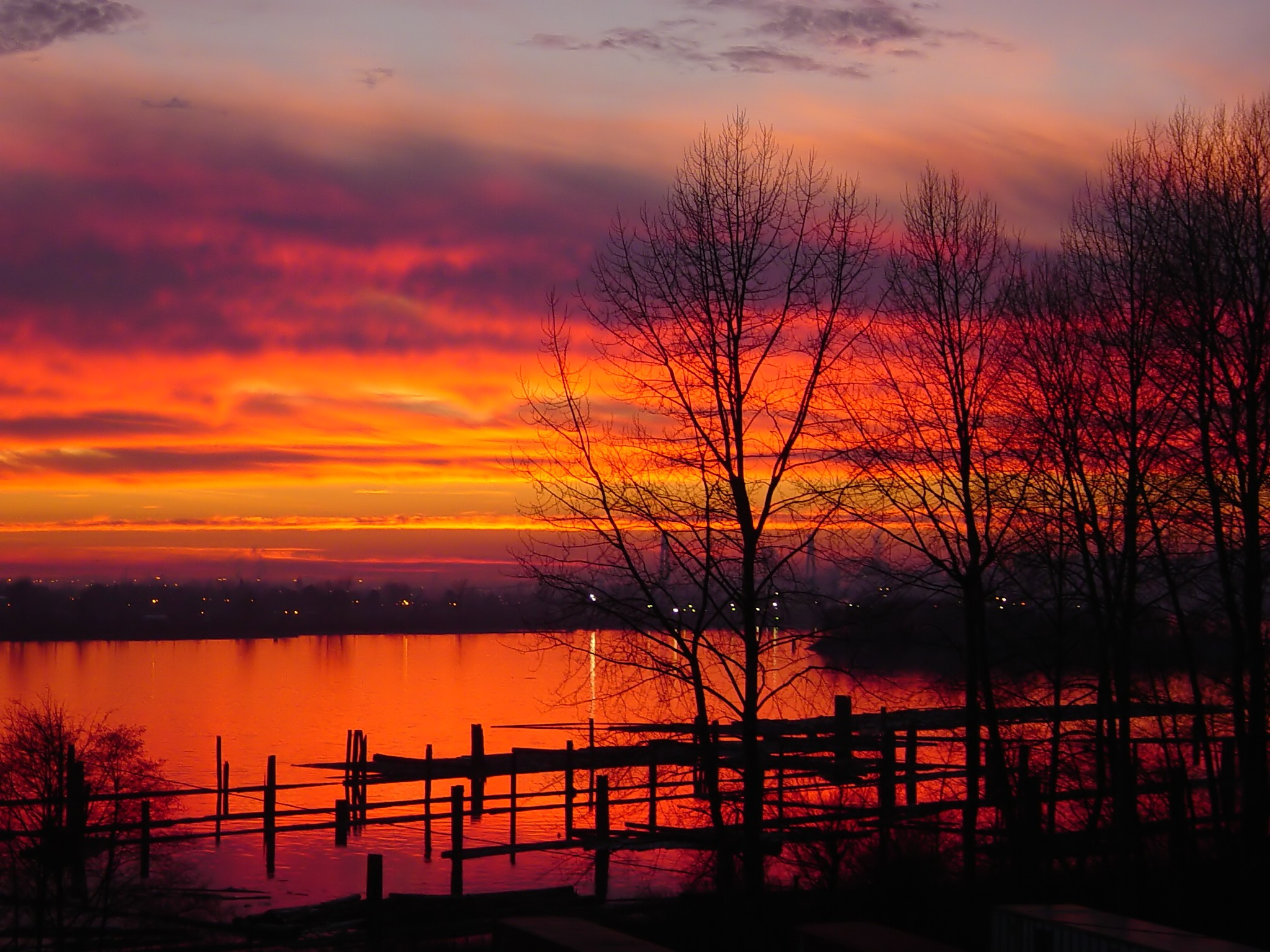
Amurg în Coquitlam, California

Seara este perioada cuprinsă între sfârșitul după-amiezii și noapte când lumina zilei este în scădere. Deși termenul este subiectiv, seara se consideră este de obicei începând înainte de apusul soarelui și extinzându-se până la căderea nopții, începutul nopții. Seara se întinde astfel în perioada de amurg, dar înainte de a începe și, în funcție de definiție poate extinde trecutul sau sfârșitul său.
Companiile folosesc adesea ora 18 pentru a marca începutul serii, de exemplu, în cazul apelurilor telefonice cu tarif scăzut.
În mediul rural din America de Sud, termenul "seară" se referă de multe ori la întreaga după-amiază târzie, în special atunci când masa principală a zilei, cina, este luată după-amiaza devreme; seara este, așadar, oricând după cină.
Neoficial, termenul de "seară" este utilizat în loc de "noapte", în special în contextul unui eveniment.